# Stendardo della Flagellazione

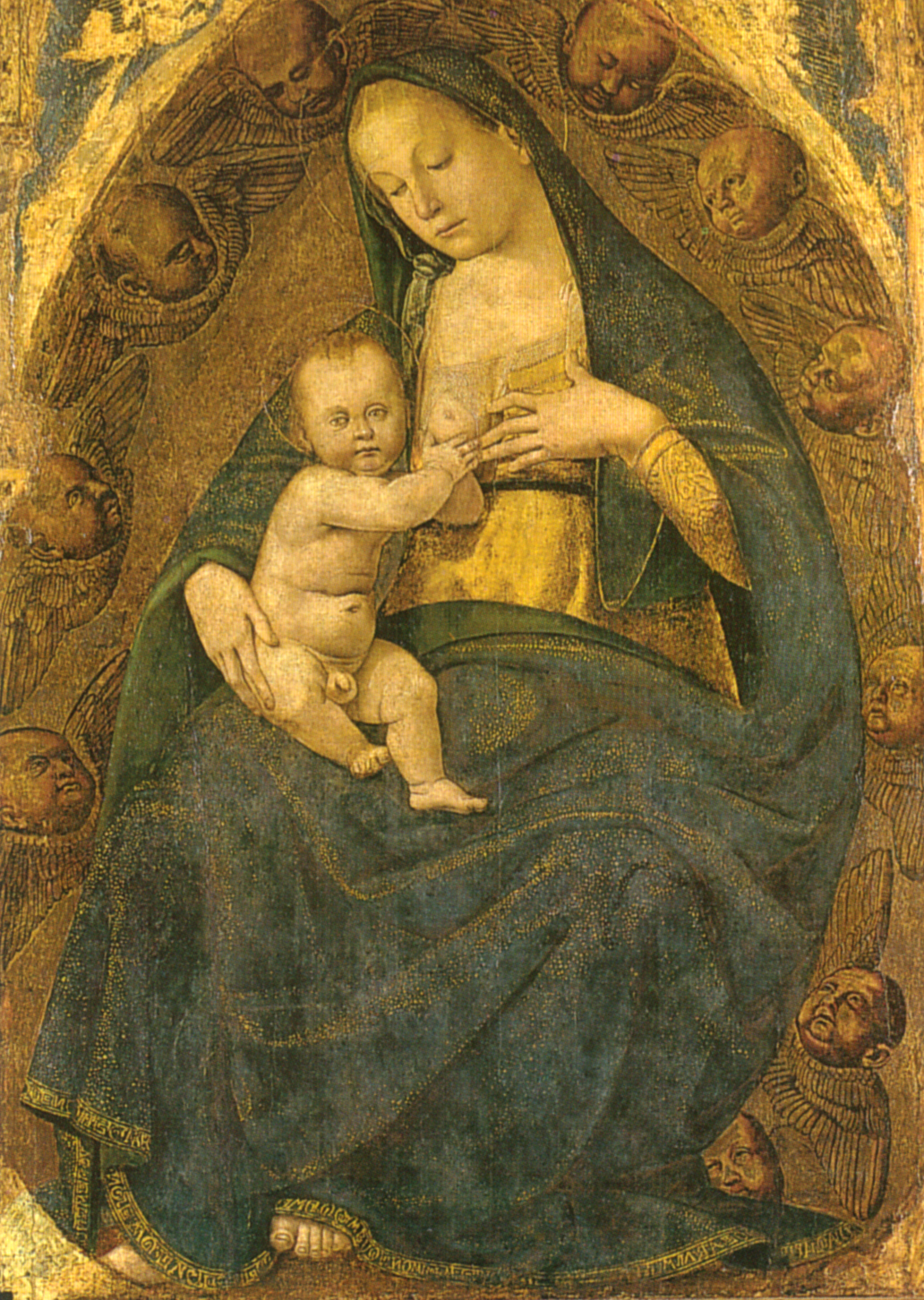
Madonna del Latte

Lo Stendardo della Flagellazione è un dipinto a tempera su tavola (84x60 cm) di Luca Signorelli, databile al 1475 e conservato nella Pinacoteca di Brera a Milano. L'opera era anticamente dipinta su due lati, oggi separati, con la Flagellazione, appunto, e la Madonna del Latte in gloria, entrambi nello stesso museo.

## Storia
L'opera venne dipinta per la Confraternita dei Raccomandati di Santa Maria del Mercato a Fabriano (chiesa oggi distrutta) e, sebbene firmata "LUCE CORTONENSIS", non presenta la data ma è attribuita, per la vicinanza con le opere di Piero della Francesca, al primo soggiorno marchigiano del giovane artista cortonese. Da molti storici è indicata come la prima tavola dell'artista.
In seguito alle soppressioni napoleoniche, giunse a Brera già diviso e privo della cornice, nel 1811.

## Descrizione e stile
L'iconografia si basa su precise scelte dei committenti, che si dedicavano all'assistenza degli orfani (da cui il soggetto della Madonna del Latte) e praticavano forme di penitenza come l'autofustigazione in pubblico.
La scena della Flagellazione, che omaggia in alcuni dettagli quella di Piero della Francesca nonché la cultura urbinate, è ambientata in uno spazio classicheggiante, costruito secondo i canoni della prospettiva e sostanzialmente simmetrico attorno al fulcro della colonna. Rispetto a Piero però l'atmosfera e più "acre e corrosiva", che "rovescia il mondo cristallino, solenne del maestro". Lo sfondo è chiuso da un'architettura all'antica che riecheggia un arco di trionfo romano, che ricorda le opere di Francesco di Giorgio, attivo a Urbino, come Piero.
L'opera è anche aggiornata alle novità fiorentine di Antonio del Pollaiolo e Sandro Botticelli, grazie alla linea vibrante e tesa che fa da contorno ai corpi dei flagellanti, colti in pose scattanti e nervose, che enfatizzano l'idea di movimento e tensione muscolare. Particolarmente espressivi sono i movimenti dei due flagellatori di spalle, appena coperti da un leggerissimo perizoma (con le righe tipiche dei panni di quell'epoca, presenti anche in altre opere come il Battesimo di Cristo di Leonardo e Verrocchio o il Martirio di san Sebastiano di Piero del Pollaiolo), oppure di quello che stringe le corde che legano Cristo spingendo anche con un gesto scattante del ginocchio sinistro appoggiato alla colonna. Questi elementi dinamici si allontanano dalla lezione di Piero. La fattura minuta e delicata deriva forse dalla frequentazione di Bartolomeo della Gatta, altro pittore della cerchia urbinate.
Tra di essi Cristo, col corpo seminudo dalla perfetta resa anatomica e con quella fisionomia un po' rubiconda che si ritrova in altre opere giovanili del Signorelli come nella Sagrestia della Cura a Loreto, resta impassibile, subendo con rassegnata pazienza il martirio.
Ponzio Pilato, rappresentato sopra un piedistallo a sinistra, mentre osserva e sembra comandare l'azione con un bastone, riecheggia inoltre i tipi degli Uomini illustri di Giusto di Gand per lo studiolo di Federico da Montefeltro, un ulteriore indizio del passaggio di Luca da Urbino durante la sua formazione.
Anche la Madonna del Latte mostra un inedito dinamismo, nella figura di Maria che, nello scoprire il seno per offrirlo al figlio, compie una rotazione del busto che pare farle sollevare le gambe impercettibilmente. La sua figura monumentale e quasi dilatata, è caratterizzata da un'attenta cura dei dettagli, con una studiata posizione di mani e piedi e con una ricca serie di lumeggiature dorate sul manto azzurro. Il bambino, che si volge verso lo spettatore, afferra il seno con un gesto da adulto, che dimostra la sua natura divina. Attorno ad essi si trova una teoria di serafini che assecondano la forma centinata della tavola entro l'originale cornice, formando una sorta di luminosa mandorla di gloria.